# جیمی ماکای
 جیمی ماکای (انگلیسی: Jimmy Mackay؛ ۱۹ دسامبر ۱۹۴۳ – ۱۱ دسامبر ۱۹۹۸) یک بازیکن فوتبال اهل استرالیا بود.